# Dick Eriksson
Dick Rune Eriksson, född 30 april 1960 i Uppsala, är en svensk skådespelare och röstskådespelare.

## Biografi
Eriksson är mest känd för en rad dubbningar i tecknade långfilmer och TV-serier. Han började dubba i mitten av 90-talet i rollen som Bonkers. Hans mest kända roll är som Ash Ketchum i TV-serien Pokémon.
Eriksson är gästskådespelare i humorgruppen Åkes flickor. Ett av hans fritidsintressen är släktforskning.
År 1988 förlovade han sig med skådespelaren Linda Krüger, med vilken han har sonen Lucas (född 1989) och dottern Amanda (född 1992), även de skådespelare. Paret gick skilda vägar år 2019.[källa behövs]

## Filmografi i urval

### Datorspel
- 1998 – Flygande start: Tredje klass (svensk röst till Roybot)[4]
- 2000 – Legoland (svensk röst till Peter)
- 2004 – Sly 2: Band of Thieves (svensk röst till Arpeggio)
- 2007 – Crash of the Titans (svensk röst till Tiny Tiger)
- 2008 – The Legend of Spyro: Dawn of the Dragon (svensk röst till Sparx och Eremiten)[5]

## Teater

### Roller
| År   | Roll     | Produktion                   | Regi         | Teater                 |
| ---- | -------- | ---------------------------- | ------------ | ---------------------- |
| 1986 | Invånare | Perikles William Shakespeare | Eva Ultz     | Stockholms stadsteater |
| 1986 | Pojke 2  | Parken Botho Strauss         | Jan Maagaard | Stockholms stadsteater |